# 喬利 (英國國會選區)
喬利（英語：Chorley），英國國會一郡選區，位於英格蘭西北部蘭開夏郡南部，包括喬利等城鎮。
始於1885年。1945年以前是保守黨的根據地，此後與工黨競爭。在2010年大選中工黨的當區議員林賽·霍伊爾以43.2%選區當選連任，但同時打破了自1945年以來當區勝出議員所屬政黨都能在該次大選勝出的慣例。霍伊爾於同年成為下議院副議長，再於2019年成為議長。